# 邦克山 (堪薩斯州)
邦克山（英語：Bunker Hill）是一個位於美國堪薩斯州拉塞爾縣的城市。

## 地方資料
根據2020年美國人口普查的數據，邦克山的面積為3.59平方千米，當中陸地面積為3.59平方千米，而水域面積為0.00平方千米。當地共有人口103人，而人口密度為每平方千米28.69人。